# 大湖尖山
大湖尖山，又名尖崠仔山、尖山，位於台灣嘉義縣番路鄉大湖村與竹崎鄉光華村交界處，峰頂海拔1,313公尺，為台灣小百岳之一。該山東西兩側皆為八掌溪的集水區。
大湖尖山名列「嘉義縣三尖四凍」之首。